# 喙果安息香
喙果安息香（学名：Styrax agrestis）为安息香科安息香属下的一个种。

## 扩展阅读
維基物種上的相關：喙果安息香